# Represa Lago del Fuerte
La represa Lago del Fuerte es un embalse artificial situado en la ciudad de Tandil, en la zona central de la provincia de Buenos Aires, en el centro-este de la Argentina. Es una atracción turística, además de un área para el esparcimiento de los tandilenses.

## Historia y características de la presa
En el año 1951 la ciudad de Tandil sufrió graves daños a causa de las inundaciones producidas por el arroyo Langueyú, un curso fluvial que atraviesa el casco urbano. Para evitar nuevas catástrofes se planificó la construcción de una represa con una cortina fabricada con hormigón armado. El lugar elegido para asentarla era el final de un valle situado entre dos cerros, justo antes de que el arroyo llegue a la ciudad. Fue inaugurado en el año 1962.
La longitud del frontón de contención es de 350  metros, mientras que la base es de alrededor de 35 m. Colecta y retiene las aguas que provienen de pequeños arroyos serranos (como el arroyo del Fuerte), los que captan la escorrentía de la región sudeste de la ciudad.
En su parte central fue construido un surgente artificial llamado popularmente “El Geiser”, el que arroja el agua a notable altura.

## Parques y centros deportivos del perilago
La presa y el lago están rodeados por una calle de circunvalación y numerosos espacios verdes para el esparcimiento público y gratuito de los ciudadanos, los que se continúan en las faldas serranas contiguas. En ellos se practica footing en una senda aeróbica que lo rodea completamente (con estaciones para elongar), caminatas, bicicleta, etc.
Uno de esos predios públicos es el «Parque de la Industria y el Comercio», llamado así porque en ese lugar se asentó la primera industria local, obra del inmigrante Juan Fugl un pionero de origen danés. Se trataba de un molino harinero que, accionado a energía hidráulica producida gracias al arroyo, industrializaba el trigo que él mismo sembraba. Fue comenzada su construcción en el año 1850 y aún se conserva una parte de su edificio.
Entre las construcciones destacadas está Villa Onena, una antigua casona, construida a comienzos del siglo XX; restaurada, hoy es un centro de información turística y cultural. Entre las obras artísticas relevantes se encuentran la escultura “El Fundidor” y el monumento en hierro a “Don Quijote y Sancho Panza”, inaugurado en 2008, siendo un proyecto de la colectividad española residente en Tandil.
Otros parques y puntos de interés son el manantial de Gardey, el Paseo Mapuche, el Parque Soñado de Los Niños y el Mercado Artesanal.
En las orillas del lago y en sus proximidades se encuentran centros de deportes y esparcimiento: el Club de pesca Tandil, el Club Náutico Tandil, el Centro Polideportivo Municipal y el Centro Náutico del Fuerte en la isla del Lago.
En una de las laderas que miran al embalse se encuentra el barrio residencial Villa del Lago.

## Características

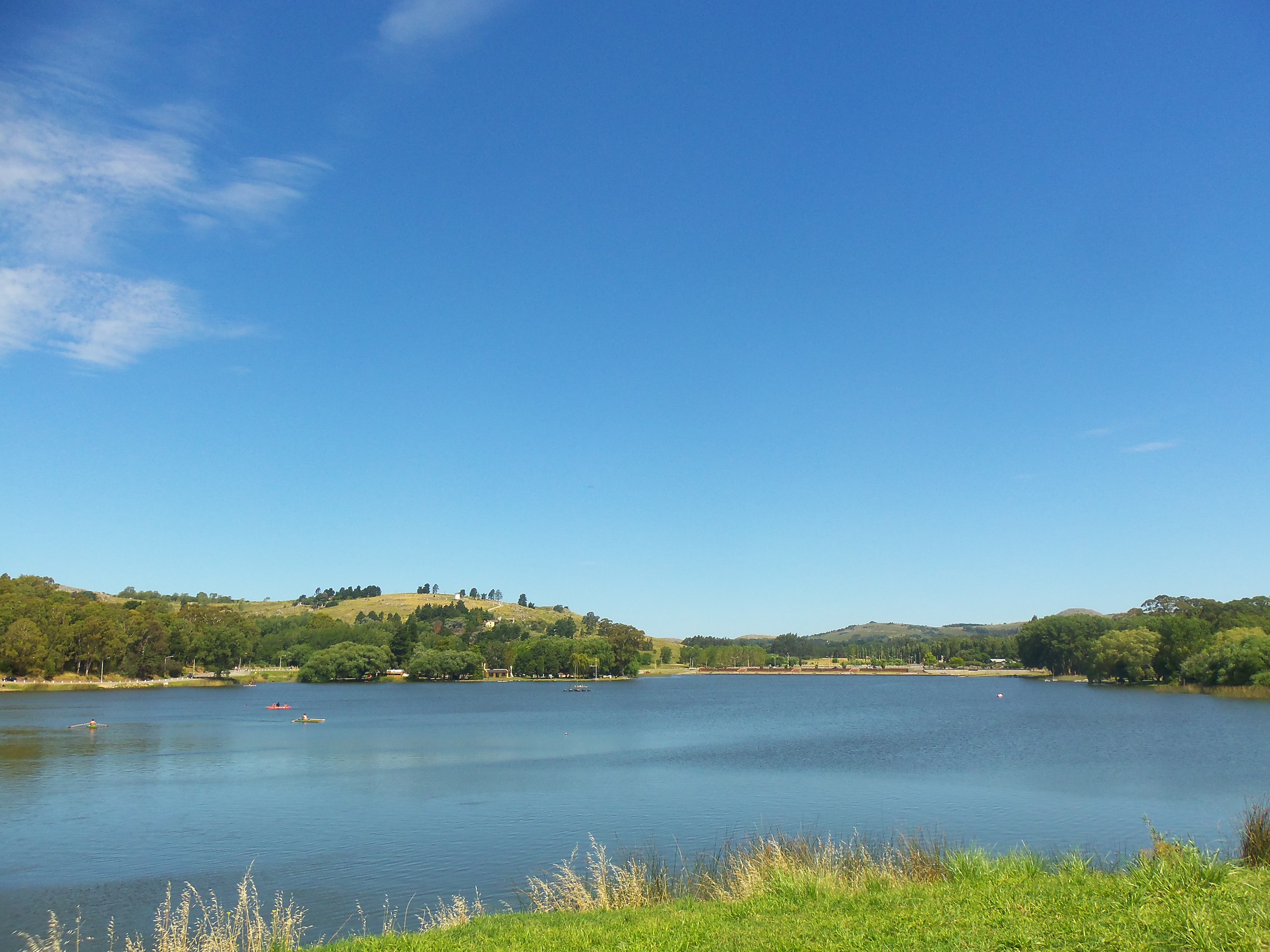
Lago del Fuerte.

El lago es de propiedad fiscal, siendo su entrada libre y gratuita. Este cuerpo acuático captura el exceso de precipitaciones pluviales de un área serrana y periserrana regional, mediante pequeños arroyos que en caso de fuertes tormentas corren con fuerza transportando aluviones de abundante líquido en razón del elevado ángulo de pendiente de los campos de la zona. El lago descarga sus aguas hacia un emisario, un rebalse entubado. La superficie del lago es de 17 a 19 hectáreas. Al no contar con el funcionamiento de un descargador de sedimentos, los procesos de sedimentación van lentamente colmatando su vaso u hoya de retención, disminuyendo su superficie pero especialmente su profundidad, factores que resienten de manera directa su volumen total contenido. A mediados de la década de 1990 su profundidad promedio en condiciones normales era de 85 a 150 centímetros, mientras que el sector más profundo contaba con 3,7 m. Su lecho es de barro y sedimentos livianos. Sus riberas son bajas, con suelo de tosca, presentando también algunos sectores con declive.
Un estudio ambiental de sus aguas permitió clasificarlo como un cuerpo acuático léntico hipereutrófico, en la escala de Vollenweider, en razón del envejecimiento del embalse sumadas al aporte de las actividades agrícolas y ganaderas de su cuenca de captación, influencia que altera la mayor parte de los sistemas lacunares pampeanos, los que se categorizan como eutróficos o hipereutróficos.
Ecorregiones
Ecorregionalmente las áreas del perilago pertenecen a la ecorregión terrestre pampas húmedas; mientras que las aguas del lago y los arroyos que lo alimentan se insertan en la ecorregión de agua dulce drenajes bonaerenses.

### Actividades acuáticas
Son numerosas las actividades náuticas que se practican el lago, windsurf, kayakismo, ecoturismo, excursionismo, campamentos y en el verano, como balneario, las propias aguas del lago o en las piletas contiguas a él, destacando en su extremo sur el "Balneario del Sol", un  complejo de piletas con capacidad e infraestructura de servicios para 7000 bañistas.
Vida silvestre y pesca deportiva
Cuando las aguas de los arroyos llegan al lago, decantan los sedimentos finos que transportaban, los que, al acumularse allí, forman un pequeño delta. En ese ambiente, y en las zonas ribereñas de su perímetro, las aguas someras presentan abundante vegetación sumergida (Ceratophyllum, Potamogeton, Myriophyllum). En este biotopo habitan mojarrarras (Astyanax fasciatus, Astyanax eigenmanniorum y Cheirodon interruptus), dientudos (Oligosarcus jenynsii), madrecitas (Jenynsia lineata y Cnesterodon decemmaculatus), barrefondos (Corydoras paleatus) y  chanchitas (Australoheros facetus).
El lago artificial es un destino para la pesca deportiva, tanto embarcada como costera, esta última practicada en sus orillas así como desde el coronamiento de su pared de contención.
En los sectores centrales, las aguas se presentan libres de vegetación sumergida, siendo este el hábitat del introducido pejerrey (Odontesthes bonariensis), incorporado a su ictiofauna dada sus cualidades como pez apto para la pesca deportiva. Se permite la captura de 25 pejerreyes de 25 cm por pescador y por día. La temporada de pesca comprende el periodo desde el 2 de diciembre hasta el 31 de agosto, y la veda comprende desde el 1 de septiembre hasta el 1 de diciembre y solo afecta de lunes a viernes, es decir, se permite pescar los sábados y domingos, además de los feriados.